# Ричмонд (Луїзіана)
Ричмонд (англ. Richmond) — селище (англ. village) в США, в окрузі Медісон штату Луїзіана. Населення — 511 особа (2020).

## Географія
Ричмонд розташований за координатами 32°23′18″ пн. ш. 91°10′49″ зх. д. / 32.38833° пн. ш. 91.18028° зх. д. (32.388372, -91.180410).  За даними Бюро перепису населення США в 2010 році селище мало площу 4,30 км², уся площа — суходіл.

## Демографія
Згідно з переписом 2010 року, у селищі мешкало 577 осіб у 178 домогосподарствах у складі 135 родин. Густота населення становила 134 особи/км².  Було 197 помешкань (46/км²).
Расовий склад населення:
| - 78,3 % — білих - 19,6 % — чорних або афроамериканців - 0,3 % — азіатів - 1,0 % — осіб інших рас |

До двох чи більше рас належало 0,7 %. Частка іспаномовних становила 4,9 % від усіх жителів.
За віковим діапазоном населення розподілялося таким чином: 20,1 % — особи молодші 18 років, 50,6 % — особи у віці 18—64 років, 29,3 % — особи у віці 65 років та старші. Медіана віку мешканця становила 48,9 року. На 100 осіб жіночої статі у селищі припадало 91,1 чоловіків;  на 100 жінок у віці від 18 років та старших — 86,6 чоловіків також старших 18 років.
Середній дохід на одне домашнє господарство  становив 60 871 долар США (медіана — 46 071), а середній дохід на одну сім'ю — 70 984 долари (медіана — 49 375). За межею бідності перебувало 13,4 % осіб, у тому числі 13,6 % дітей у віці до 18 років та 17,1 % осіб у віці 65 років та старших.
Цивільне працевлаштоване населення становило 187 осіб. Основні галузі зайнятості: освіта, охорона здоров'я та соціальна допомога — 19,8 %, роздрібна торгівля — 11,8 %, сільське господарство, лісництво, риболовля — 11,2 %, публічна адміністрація — 10,7 %.